# Яблочково (Пензенская область)
Я́блочково — деревня в Сердобском районе Пензенской области. Входит в состав Сокольского сельсовета.

## История
В 1960 году указом Президиума Верховного Совета РСФСР деревня Жадовка переименована в Яблочково.

## Население
| 2010 |
| ---- |
| 0    |